# Dorfkirche Reinhardtsgrimma

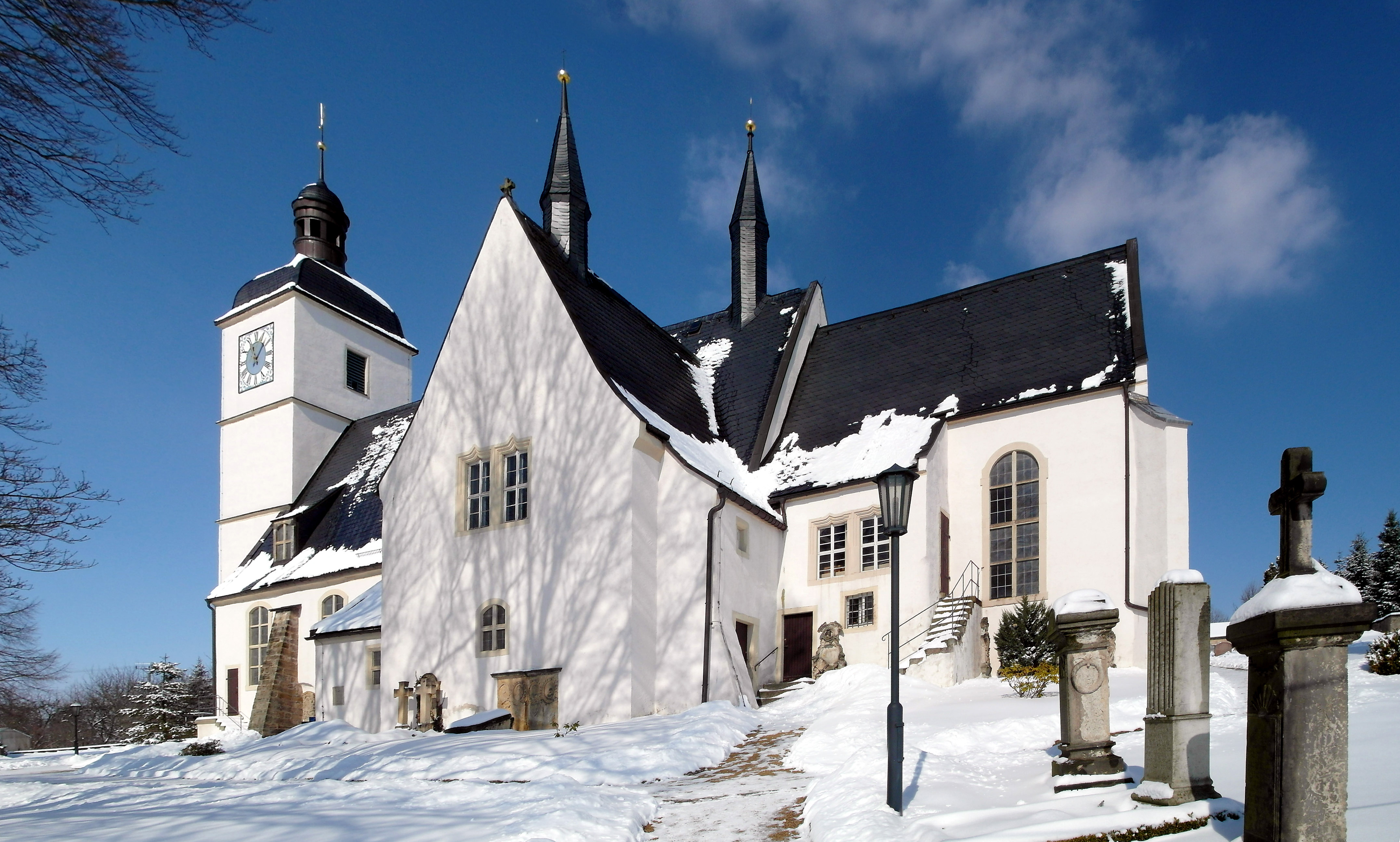
Dorfkirche Reinhardtsgrimma

Die Kirche von Reinhardtsgrimma ist eine evangelisch-lutherische Kirche in Reinhardtsgrimma, einem Ortsteil der Stadt Glashütte im Landkreis Sächsische Schweiz-Osterzgebirge im Freistaat Sachsen. Sie gehört zur Kirchengemeinde Reinhardtsgrimma im Kirchspiel Glashütte der Evangelisch-Lutherischen Landeskirche Sachsens.

## Baubeschreibung

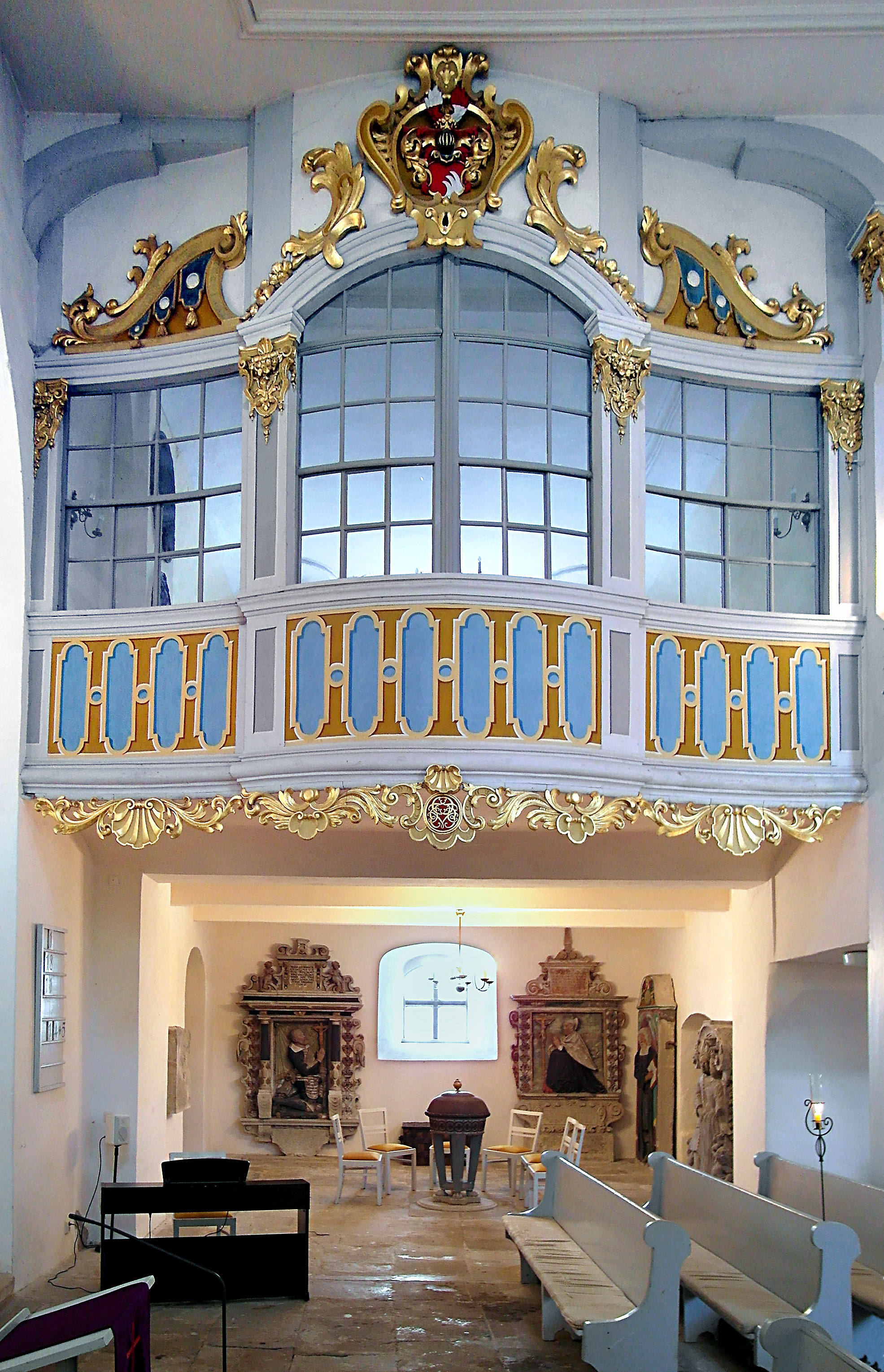
Herrschaftsloge

Die Kirche entstand durch den Umbau eines spätmittelalterlichen Ursprungsbaus im Jahr 1742 durch Andreas Hünigen. Der Baukörper zeigt ein langes, schmales Schiff, zwei kleine Dachreiter und einen massiven Westturm aus spätgotischer Zeit. Der eingezogene Chorraum aus der Zeit um 1600 wird überspannt von zwei Netzgewölben in spätgotischen Formen. Eine tonnengewölbte Sakristei an der Nordseite des Chores stammt noch aus dem Mittelalter. Restaurierungen erfolgten in den Jahren 1932 und 1979/80. Die Kirche wird von einem Portal mit kannelierten Pilastern, schlichtem Architrav und profilierter Leibung erschlossen. Drei Anbauten finden sich an der Südseite. Der mittlere Anbau ist zweigeschossig und zeigt im Obergeschoss Vorhangbogenfenster, der etwas kleinere östliche ist ebenfalls zweigeschossig mit Vorhangbogenfenstern ausgestattet.
Das Innere des Langhauses ist flachgedeckt und wird von den zweigeschossigen Emporeneinbauten bestimmt. Im Obergeschoss an der Südseite ist die Herrschaftsloge mit großem Kapellenraum angeordnet. Auch im Chor sind Logeneinbauten an der Nord- und Südseite angebracht.

## Ausstattung
Der Altar mit dem Relief des Abendmahls stammt von 1602 und wurde 1836 erneuert. Die Kanzel wird in die zweite Hälfte des 17. Jahrhunderts datiert. 1672 fertigte der Pirnaer Maler Jacob Hennig die Bilder am Kanzelaufgang.
Zahlreiche teils sehr beachtenswerte Grabdenkmäler sind an den Innen- und Außenwänden der Kirche zu finden. Davon besonders hervorzuheben sind ein Grabstein aus dem 14. Jahrhundert mit einer Darstellung eines Ritters und stark verwitterter Inschrift in der Sakristei an der Nordseite des Chores und ein Stein für Christoph Friedrich von Tettau († 1664). An der südlichen Schiffswand sind zwei Grabsteine mit farbig gefassten Figuren für Hans Heinrich von Schönberg († 1615) und seine Frau Elisabeth Drothin (von Trotha, † 1617) aufgestellt. Daneben findet sich ein Denkmal für das Geschwisterpaar Johann George und Johanna Rosina Welk († 1729).

## Orgel

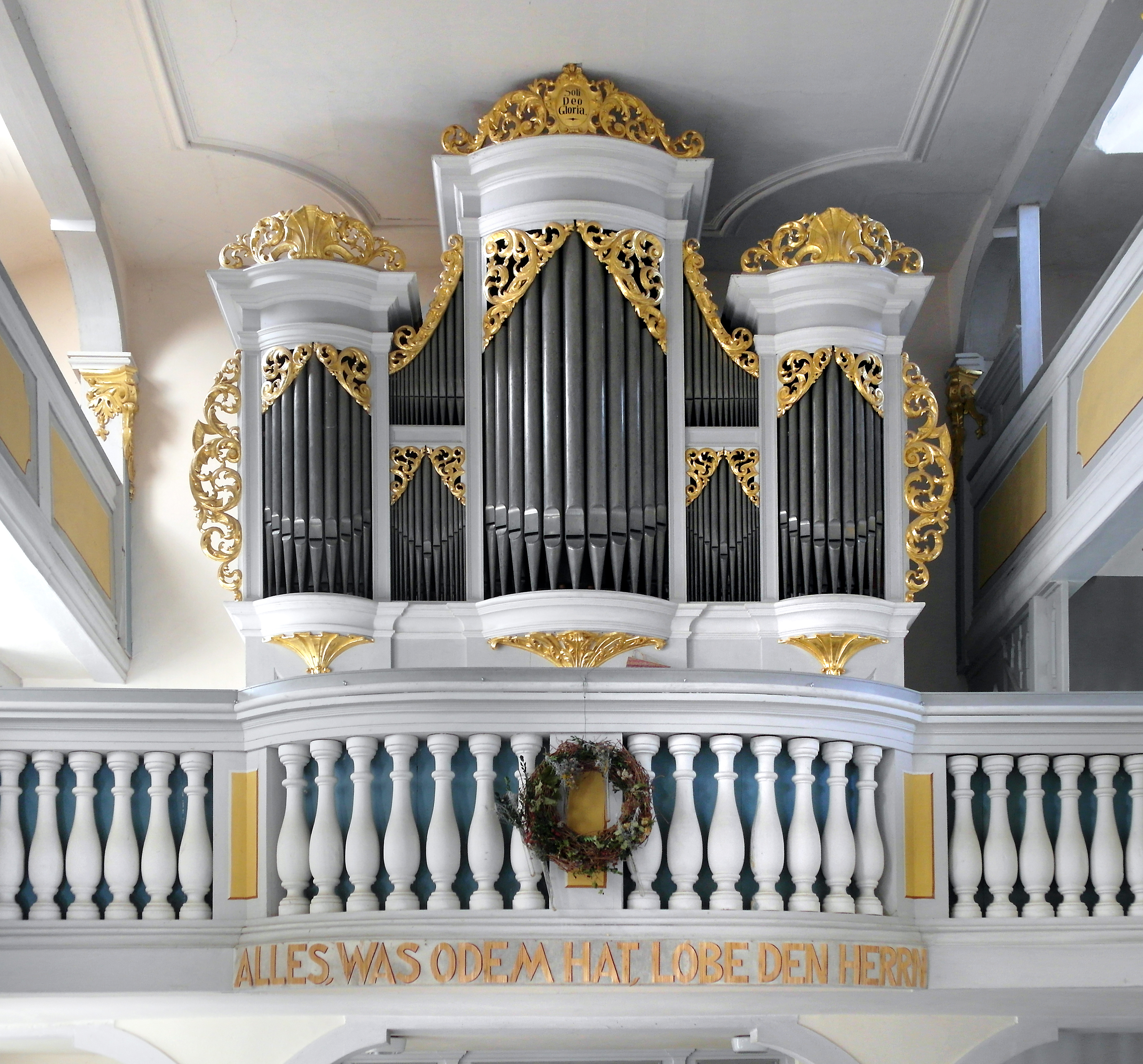
Prospekt der Silbermann-Orgel in Reinhardtsgrimma

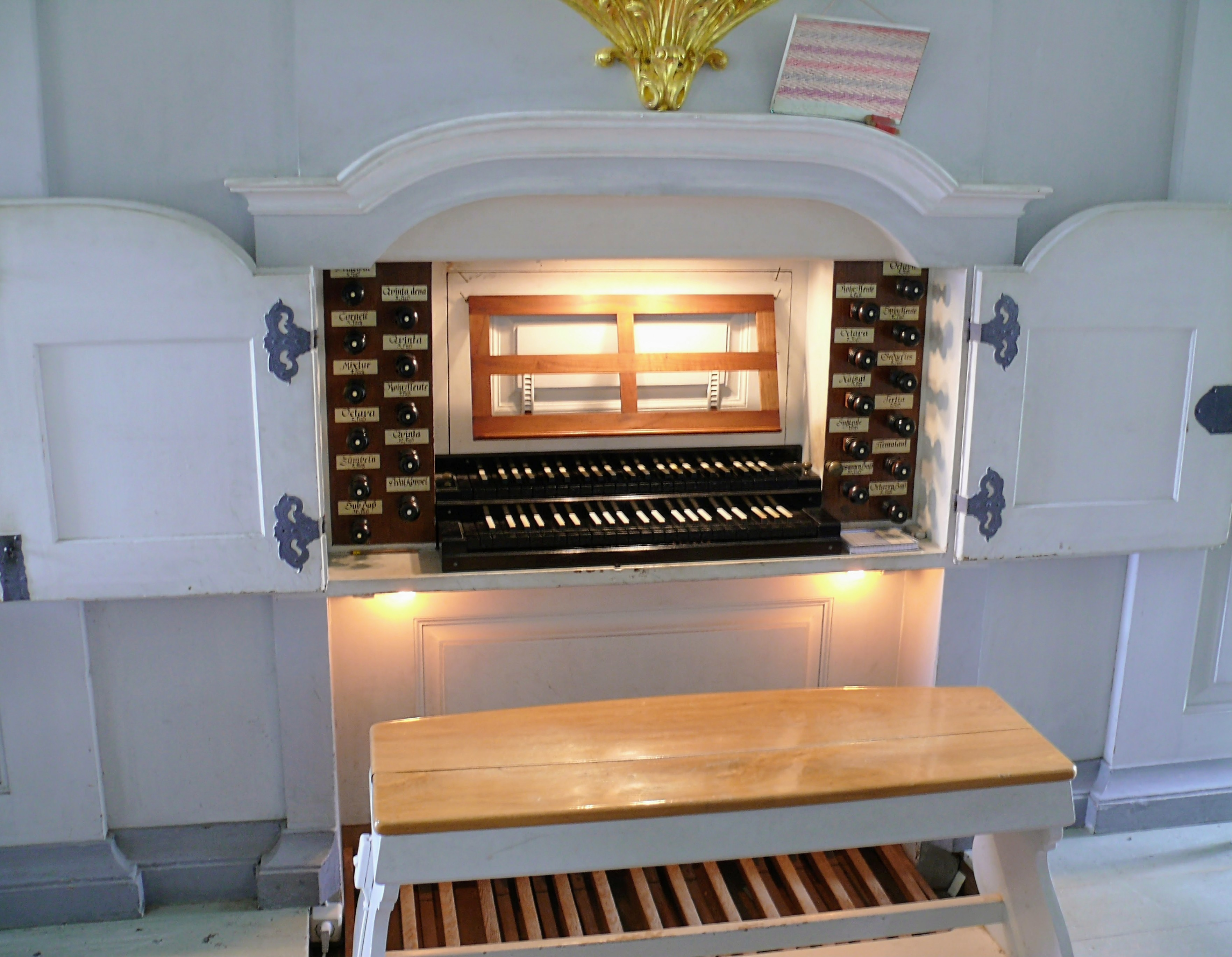
Spielanlage der Orgel

Das herausragendste Ausstattungsstück der Kirche ist die 1731 eingeweihte Orgel von Gottfried Silbermann.

### Baugeschichte
Im Oktober 1725 untersuchte Gottfried Silbermann auf Wunsch der verwitweten Kammerherrin auf Reinhardtsgrimma, Christiane Eleonore von Trettau geb. von Berbisdorf, die alte Orgel, die an einer ungünstigen Stelle im Chor stand und noch über die kurze Oktave verfügte. Silbermann stellte fest, dass diese Orgel irreparabel war und schlug in seinem Gutachten vom 17. Oktober 1725 eine Disposition für eine neue, nur wenig größere zweimanualige Orgel vor, für die er – ohne Maler- und Zimmermannsarbeiten – 800 Taler forderte, eine Summe, die zu jener Zeit dem Jahresgehalt eines gehobenen mittleren Beamten entsprach; außerdem verlangte er Erstattung der Transport- und Übernachtungskosten während der Errichtung der neuen Orgel. Dieser Vertrag kam wohl im Juni 1729 zustande, wobei Silbermann sich mit Ratenzahlungen einverstanden erklärte.
Silbermann baute diese Orgel als sein op. 21. Die Einweihung erfolgte am 6. Januar 1731. Die Abnahmeprüfung fand durch Emanuel Behnisch, den seinerzeitigen Organisten an der Dresdner Kreuzkirche statt, der dazu bemerkte, er habe die neue Orgel „allenthalben tüchtig befunden“.
Überholungen fanden 1852 durch den Orgelbauer Karl Traugott Stöckel (Stoeckel) aus Dippoldiswalde und 1940 durch Gebr. Jehmlich, Dresden statt. Die letzte größere Restaurierung erfolgte 1997 durch den Dresdner Orgelbauer Kristian Wegscheider. Die wichtigsten Maßnahmen hierbei waren die Neuintonation, die Rekonstruktion des Keilbalggebläses und die Herstellung einer ungleichstufigen Temperatur.

### Disposition
In der unten stehenden Tabelle werden die von Silbermann selbst verwendeten Registerbezeichnungen aufgeführt.
| I Hauptwerk CD–c3   |    |
| Principal           | 8′ |
| Rohr=Fleute         | 8′ |
| Qvinta dena         | 8′ |
| Octava              | 4′ |
| Spiz=Fleute         | 4′ |
| Qvinta              | 3′ |
| Octava              | 2′ |
| Cornett III (ab c1) |    |
| Mixtur IV           |    |

| II Hinterwerk CD–c3 |             |
| Gedacktes           | 8′          |
| Rohr=Fleute         | 4′          |
| Naßat               | 3′          |
| Tertia              | 2′ (1 3⁄5′) |
| Qvinta              | 1 ⁄2′       |
| Suffleute           | 1′          |
| Zÿmbeln II          |             |

| Pedal CD–c1   |     |
| Sub Bass      | 16′ |
| Octaven Bass  | 8′  |
| Posaunen Bass | 16′ |

- Koppeln: II/I (Manualschiebekoppel), I/P
- Nebenregister: Tremulant

- Stimmtonhöhe: Chorton, a1=465 Hz
- Stimmungsart: Ursprünglich „wohltemperiert“; seit 1997 neuentwickelte Temperatur nach Kristian Wegscheider

### Wahrnehmung
Der Organist Helmut Walcha (1907–1991) schrieb über diese Orgel:

„Den stärksten Eindruck auf meiner Reise erhielt ich mit einer Silbermann Orgel in Reinhardtsgrimma. Dieses mir bisher unbekannte, zweimanualige Werk Silbermanns zählt zu den schönsten Orgeln die ich kenne. Der Klang dieser geradezu bezaubernd schönen Orgel ist eigentlich unbeschreiblich…“

Der Dresdner Kreuzorganist Herbert Collum schätzte „das kleine Wunder der Orgelbaukunst“ so sehr, dass er mit seinen „Collumkonzerten“ eine Serie von Orgelkonzerten zu Christi Himmelfahrt in der Reinhardtsgrimmaer Kirche ins Leben rief.

## Geläut
Das Geläut besteht aus drei Bronzeglocken, der Glockenstuhl ist aus Stahl wie auch die Glockenjoche.
Im Folgenden eine Datenübersicht des Geläutes:
| Nr. | Gussdatum | Gießer                    | Material | Durchmesser | Masse  | Schlagton |
| --- | --------- | ------------------------- | -------- | ----------- | ------ | --------- |
| 1   | 1544      | Glockengießerei unbekannt | Bronze   | 1000 mm     | 630 kg | as′       |
| 2   | 1507      | Glockengießerei unbekannt | Bronze   | 375 mm      | 530 kg | c″        |
| 3   | 1529      | Glockengießerei unbekannt | Bronze   | 696 mm      | 130 kg | f″        |